# Kim Seon-ho
Kim Seon-ho (tiếng Hàn: 김선호; sinh ngày 8 tháng 5 năm 1986) là một nam diễn viên người Hàn Quốc.

## Sự nghiệp

### 2009–2016: Sân khấu kịch
Sau khi tốt nghiệp trung học, Kim Seon-ho theo học tại Học viện Nghệ thuật Seoul, anh tốt nghiệp bằng đại học ngành Phát thanh và Giải trí. Khi còn học đại học, anh tham gia một nhóm kịch và bắt đầu đóng kịch. Vai diễn đầu tiên của anh là trong New Boeing Boeing (chuyển thể từ vở kịch cùng tên của Pháp) vào năm 2009, năm 2013 anh đã tái hiện lại vai diễn của mình. Anh đã đạt được một vài thành tựu nhỏ khi xuất hiện trong vở kịch nổi tiếng Daehakro (có thể so sánh với Off-Broadway), sau đó lần lượt là Rooftop House Cat và Goal of Love, cả hai đều là phim hài lãng mạn. Anh tiếp tục thể hiện các vai diễn đa dạng hơn và được giới phê bình đánh giá cao như True West và Kiss of the Spider Woman vào năm 2015, và Closer vào năm 2016.

### 2017–2019: Ra mắt màn ảnh
Năm 2016, nhà sản xuất Lee Eun Jin tình cờ xem được vở kịch của Kim Seon-ho, ông quyết định chon anh vào đóng vai nam phụ Sun Sang-tae cho bộ phim truyền hình Sếp Kim đại tài, bộ phim được công chiếu từ ngày 25 tháng 1 năm 2017 vào khung giờ 22:00 (KTS) trên Korean Broadcasting System 2 và đạt được thành công với mức tỷ suất người xem cao nhất đạt 18,4% và tỷ suất người xem trung bình đạt 15,9%.
Thành công của Sếp Kim đại tài đã góp phần gây dựng tên tuổi của nam diễn viên trong làng giải trí xứ Hàn, từ đây anh bắt đầu nhận được nhiều lời mời tham gia các bộ phim hơn. Cùng năm, anh được giới thiệu thử vai Oh Jin-kyu cho bộ phim Thiên hạ đệ nhất giao hàng của đạo diễn Jeon Woo-sung. Bộ phim được công chiếu vào ngày 23 tháng 9 cùng năm, mặc dù không đạt mức tỷ suất người xem cao nhưng bộ phim đánh dấu lần đầu anh xuất hiện trong tuyến nhân vật chính. Cuối năm 2017, anh tham gia vào bộ phim truyền hình hài hành động Cặp đôi cảnh sát của đạo diễn Oh Hyun Jong, trong phim anh vào một tên lừa đảo khét tiếng. Bộ phim mang về cho Kim Seon-ho 3 đề cử và chiến thắng 2 giải thưởng tại Giải thưởng phim truyền hình MBC 2017. Trong khoảng thời gian bộ phim phát sóng, anh quay trở lại sân khấu vào vai Valentin trong vở kịch Kiss of the Spider Woman, vai diễn mà anh đã thể hiện vào năm 2015.
Năm 2018, anh tham gia thử vai cho bộ phim truyền hình Lang quân 100 ngày của vị đạo diễn Lee Jong Jae. Ngày 21 tháng 3 cùng năm, Kim Seon-ho chính thức đóng vai Jung Je-yoon, đồng thời gia nhập đoàn phim. Bộ phim chính thức phát sóng trên Television Network (tvN) vào ngày 10 tháng 9 cùng năm và đạt được thành công vang dội trong nước và trên khắp Châu Á, với mức tỷ suất người xem cao nhất đạt 14,412% và tỷ suất người xem trung bình đạt 9,013%, đưa bộ phim trở thành một trong những phim có tỷ suất người xem cao nhất trong lịch sử truyền hình cáp Hàn Quốc. Tháng 9 cùng năm, Kim Seon-ho ký hợp đồng độc quyền với công ty giải trí Salt Entertainment sau khi hết hạn hợp đồng với công ty cũ, về chung công ty với nhiều ngôi sao như Park Shin-hye, Kim Ji-won, Kim Joo-Hun.
Vào ngày 10 tháng 1 năm 2019, Kim Seon-ho xác nhận sẽ tham gia bộ phim truyền hình Nhà trọ Waikiki 2, là phần tiếp theo của bộ phim Nhà trọ Waikiki ra mắt năm 2018. Trong phim anh vào vai Cha U-sik, một nhà đầu tư vào Nhà trọ Waikiki, có ước mơ trở thành một nhạc sĩ. Bộ phim được phát sóng trên Đài JTBC từ ngày 25 tháng 3 cùng năm. Vào tháng 4 cùng năm, Kim Seon-ho được mời đóng chính cho bộ phim truyền hình Catch the Ghost của đạo diễn Sin Yoon-seob. Ngày 2 tháng 4 cùng năm, anh chính thức đóng vai Go Ji-seok, đồng thời gia nhập đoàn phim. Bộ phim được phát sóng từ ngày 21 tháng 10 năm 2019 trên Television Network (tvN), đây cũng là vai chính đầu tiên trong sự nghiệp của anh. Vào ngày 5 tháng 11 cùng năm, Kim Seon-ho xác nhận sẽ trở thành thành viên cố của chương trình truyền hình thực tế 2 Ngày & 1 Đêm, một chương trình tạp kỹ có tỷ suất người xem cao và nổi tiếng ở Hàn Quốc được phát sóng trên Korean Broadcasting System 2. Anh nhận được giải thưởng Tân binh xuất sắc nhất trong chương trình thực tế tại Giải thưởng giải trí KBS năm 2020, sau những cống hiến của mình cho chương trình. Dự án cuối cùng trong năm 2019 mà anh tham gia là vai Eden trong vở kịch Memory in dream.

### 2020–nay: Đột phá và nổi tiếng
Năm 2020, anh trở lại màn ảnh nhỏ trong bộ phim Khởi nghiệp của đài tvN. Trong phim, anh vào vai một nhà đầu tư có đầu óc nhạy bén cùng với tính cách hài hước, giúp anh nhận được đề cử cho Nam diễn viên phụ xuất sắc nhất tại Baeksang Arts Awards. Trong thời gian bộ phim phát sóng, anh liên tục đứng đầu trong bảng xếp hạng danh tiếng thương hiệu hàng tháng của Viện Nghiên cứu Kinh doanh Hàn Quốc, tên tuổi của anh cũng nổi lên "như diều gặp gió" ở trong nước và trên phạm vị quốc tế. Vào tháng 1 năm 2021, anh trở lại sân khấu qua vở kịch Ice của Jang Jin, anh vào một thám tử. Anh đã hợp tác với Epitone Project để phát hành đĩa đơn "Reason" vào tháng 5, do anh thể hiện và đồng sáng tác, trước đó anh đã từng xuất hiện trong video âm nhạc của Epitone Project.
Vào tháng 8 năm 2021, anh tham gia đóng chính trong bộ phim hài lãng mạn Điệu cha-cha-cha làng biển, cùng với nữ diễn viên Shin Min-ah, trong phim anh vào vai "Tổ trưởng Hong", bề ngoài có vẻ "vô công rỗi nghề" nhưng lại sở hữu hàng loạt những chứng chỉ của 7749 công việc khác nhau. Vào tháng 9 khi bộ phim lên sóng, anh một lần nữa đứng đầu trong bảng xếp hạng danh tiếng thương hiệu hàng tháng của Viện Nghiên cứu Kinh doanh Hàn Quốc. Bộ phim đã thành công vang dội trong nước và quốc tế, với tỷ suất người xem tập cuối ghi nhận 13,322% đưa bộ phim trở thành một trong những phim có tỷ suất người xem cao nhất trong lịch sử truyền hình cáp Hàn Quốc.
Vào tháng 12 cùng năm, anh được bình chọn là Nam diễn viên truyền hình của năm của Gallup Korea.

## Đời tư
Vào ngày 17 tháng 10 năm 2021, một người phụ nữ tự xưng là bạn gái cũ của "Nam diễn viên K" đã cáo buộc trên một diễn đàn mạng của Hàn Quốc rằng nam diễn viên đã ép cô phá thai trong khi hai người đang hẹn hò sau khi anh hứa sẽ cưới cô nếu cô làm vậy. Sau đó, mọi người viết trên mạng rằng "Nam diễn viên K" là Kim Seon-ho; người hâm mộ của Kim Seon-ho đã phản ứng lại việc lan truyền của các cáo buộc về Kim Seon-ho bằng cách dọa khởi kiện để chống lại các hành động phỉ báng đối với những cá nhân tuyên truyền các cáo buộc này. Vào ngày 20 tháng 10 năm 2021, truyền thông đưa tin Kim Seon-ho đã thừa nhận rằng anh là diễn viên K được nhắc đến trong bài báo, sau đó đã đưa ra lời xin lỗi thông qua công ty của mình và không giải thích gì thêm. Kết quả từ cuộc tranh cãi và lời xin lỗi của anh, các công ty như Domino's Pizza và Canon đã gỡ bỏ toàn bộ hình ảnh của anh khỏi các quảng cáo của họ. Anh cũng rời khỏi chương trình thực tế 2 Ngày & 1 Đêm của KBS, chương trình anh đã tham gia với tư cách thành viên cố định trong 2 năm, và sau đó rút lui khỏi các dự án phim Dog Days và bộ phim hài lãng mạn 2 O'clock Date của Lee Sang-geun.
Sau đó vào ngày 20 tháng 10 năm 2021, bạn gái cũ của Kim Seon-ho đã đưa ra một tuyên bố mới, nói rằng có một số hiểu lầm giữa họ và xin lỗi vì đã vô ý gây ra thiệt hại. Vào ngày 26 tháng 10 năm 2021, Dispatch đưa ra một loạt các câu hỏi dựa trên các tuyên bố và cáo buộc của bạn gái cũ của Kim Seon-ho đã được công bố thông qua một phương tiện truyền thông Hàn Quốc, sau đó công khai toàn bộ tin nhắn được cho là có nguồn gốc từ những người quen thân thiết của Kim Seon-ho và bạn gái cũ. Các báo cáo nói rằng lựa chọn phá thai được quyết định từ cả hai phía và cặp đôi có một mối quan hệ tình cảm điển hình, và đã chia tay sau những tình tiết đáng ngờ xung quanh bạn gái cũ. Các báo cáo này cũng tiết lộ rằng sự thật về câu chuyện đã bị bạn gái cũ của anh bóp méo và có nhiều chi tiết bịa đặt không đúng sự thật. Sau tiết lộ, nhiều công ty đã bắt đầu đăng tải lại các quảng cáo có Kim Seon-ho. Đội ngũ sản xuất của bộ phim Sad Tropics, cũng thông báo rằng sẽ tiến hành dự án cùng với Kim Seon-ho.

## Từ thiện
Vào ngày 27 tháng 1 năm 2021, công ty quản lý SALT Entertainment của Kim Seon-Ho xác nhận rằng anh đã quyên góp 100 triệu won (khoảng 90.300 đô la) cho Tổ chức bệnh bạch cầu trẻ em Hàn Quốc. Công ty quản lí của anh đưa thông báo rằng: "Để đáp lại sự ủng hộ và tình yêu thương của mọi người dành cho anh ấy, anh ấy đã quyên góp với hy vọng có thể giúp được một phần nào đó cho trẻ em và gia định của họ, những người đang trải qua một quãng thời gian khó khăn."
Vào tháng 9 cùng năm, anh hợp tác với Marco Rojo cho dự án 'Happy Bean Special Funding' nhằm quyên góp tiền tạo điều kiện sống tốt hơn cho người cao tuổi. Chỉ sau 3 ngày sau khi mở quỹ vào ngày 3 tháng 9, số tiền gây quỹ đã vượt mốc 100 triệu won, vượt mức mục tiêu 3600%. 
Vào tháng 12 cùng năm, anh âm thầm quyên góp 50 triệu won cho Tổ chức Trẻ em Bệnh bạch cầu Hàn Quốc. Khoản quyên góp không được tiết lộ, vì yêu cầu của anh. Công ty quản lí của anh cũng từ chối bình luận và tuyên bố rằng, "Chúng tôi biết anh ấy thực hiện với tư cách cá nhân vì anh ấy muốn được giúp đỡ."

## Quảng cáo
Sau khi tên tuổi của anh nổi lên "như diều gặp gió" ở trong nước và trên phạm vị quốc tế, Kim Seon-ho đã được chọn làm gương mặt đại diện cho nhiều thương hiệu ở Hàn Quốc và Đông Nam Á. Các quảng cáo của anh bao gồm quần áo, đồ điện tử, mỹ phẩm, thực phẩm, thương mại điện tử và hơn thế nữa. Một số thương hiệu do anh làm đại sứ đã đạt được doanh số kỷ lục vào năm 2021; điều này được gọi là "Hiệu ứng Kim Seon-Ho", nhờ sự nổi tiếng của anh ở Hàn Quốc và quốc tế.

## Danh sách phim

### Phim điện ảnh
| Năm  | Tên        | Vai diễn    | Ghi chú |
| ---- | ---------- | ----------- | ------- |
| 2023 | The Childe | Quý Công Tử |         |

### Phim truyền hình
| Năm       | Tên                            | Kênh    | Vai diễn        | Ghi chú            | Nguồn  |
| --------- | ------------------------------ | ------- | --------------- | ------------------ | ------ |
| 2017      | Sếp Kim đại tài                | KBS2    | Sun Sang-tae    |                    | [ 48 ] |
| 2017      | Thiên hạ đệ nhất giao hàng     | KBS2    | Oh Jin-kyu      |                    | [ 49 ] |
| 2017–2018 | Two Cops                       | MBC     | Gong Su-chang   |                    | [ 50 ] |
| 2018      | You Drive Me Crazy             | MBC     | Kim Rae-wan     | Bộ phim đặc biệt   | [ 51 ] |
| 2018      | Your House Helper              | KBS2    | Yong-joon       | Khách mời (tập 2)  | [ 52 ] |
| 2018      | Lang quân 100 ngày             | tvN     | Jung Jae-yoon   |                    | [ 53 ] |
| 2018      | Feel Good to Die               | KBS2    | Kim Min-hyuk    | Khách mời (tập 4)  | [ 54 ] |
| 2019      | Welcome to Waikiki 2           | JTBC    | Cha Woo-sik     |                    | [ 13 ] |
| 2019      | Catch the Ghost                | tvN     | Go Ji-seok      |                    | [ 14 ] |
| 2020      | Tìm em trong ký ức             | MBC     | Seo Gwang-jin   | Khách mời (tập 1)  | [ 55 ] |
| 2020      | Khởi nghiệp                    | tvN     | Han Ji-pyeong   |                    | [ 18 ] |
| 2021      | Run On                         | JTBC    | Kim Sang-ho     | Khách mời (tập 16) | [ 56 ] |
| 2021      | Điệu cha-cha-cha làng biển     | tvN     | Hong Du-sik     |                    | [ 57 ] |
| 2024      | The Tyrant                     | Disney+ | Director Choe   |                    |        |
| 2025      | When Life Gives You Tangerines | Netflix | Park Chung-seop | Khách mời đặc biệt |        |
|           |                                |         |                 |                    |        |

### Chương trình truyền hình
| Năm       | Tên                | Kênh | Ghi chú                                           | Nguồn  |
| --------- | ------------------ | ---- | ------------------------------------------------- | ------ |
| 2019–2021 | 2 Ngày & 1 Đêm     | KBS2 | Thành viên cố định, tập 579–nay                   | [ 15 ] |
| 2020      | MBC Gayo Daejejeon | MBC  | Dẫn chương trình (với Im Yoon-ah & Jang Sung-kyu) | [ 58 ] |

### Video âm nhạc
| Năm  | Tên                                 | Nghệ sĩ         | Nguồn  |
| ---- | ----------------------------------- | --------------- | ------ |
| 2020 | "Sleepless" (thể hiện bởi Younha)   | Epitone Project | [ 59 ] |
| 2021 | "Reason" (thể hiện bởi Kim Seon-ho) | Epitone Project | [ 24 ] |

## Sân khấu kịch
| Năm       | Tên                              | Vai                       | Địa điểm                                     | Nguồn  |
| --------- | -------------------------------- | ------------------------- | -------------------------------------------- | ------ |
| 2009      | New Boeing Boeing                | Sung-ki                   | Daehakro Doore Hall 3                        | [ 1 ]  |
| 2010      | Rooftop House Cat                | Lee Kyung-min             | Daehakro Tintin Hall                         | [ 1 ]  |
| 2012      | Sherlock                         | Dr. Watson                | Sunset Small Theater                         | [ 60 ] |
| 2013–2014 | Words I Coundn't Say for 7 Years | In-ho                     | Daehakro Moonlight Theater                   | [ 61 ] |
| 2013–2014 | New Boeing Boeing                | Sung-ki                   | Megapolis Art Hall                           |        |
| 2014–2016 | Rooftop House Cat                | Lee Kyung-min             | Daehakro Tintin Hall                         | [ 62 ] |
| 2015      | Goal of Love                     | Choi Ji-sung              | A Art Hall                                   | [ 63 ] |
| 2015      | True West                        | Austin                    | A Art Hall                                   | [ 64 ] |
| 2015      | Hoy! Style Magazine Show         |                           | Jangcheon Hall, Gwanglim Art Center          |        |
| 2015–2016 | Kiss of the Spider Woman         | Valentin                  | A Art Hall                                   | [ 65 ] |
| 2016      | Almost, Maine                    | East, Lendall, Chad, Dave | Sangmyung Art Hall 1                         | [ 66 ] |
| 2016      | True West Returns                | Austin                    | Yegreen Theater                              | [ 67 ] |
| 2016      | Closer                           | Dan                       | Yegreen Theater                              | [ 68 ] |
| 2016      | Voice of Millennium              | Hyung-seok                | Dongsung Art Center Small Theater            | [ 69 ] |
| 2017–2018 | Kiss of the Spider Woman         | Valentin                  | Art One Theater 2                            | [ 10 ] |
| 2019–2020 | Memory in dream                  | Eden                      | Haeoreum Arts Theater                        | [ 17 ] |
| 2021      | Ice                              | Detective 2               | Sejong Center S Theater Seongnam Arts Center | [ 23 ] |
| 2022      | Touching the Void                | Joe                       | Art One Theatre 2                            |        |
| 2023-2024 | Realise Happiness                | Kim Woo-jin               | Daehak-ro TOM 2                              |        |

## Danh sách đĩa nhạc

### Đĩa đơn
| Tên                                                                | Năm  | Album                        | Ghi chú         |
| ------------------------------------------------------------------ | ---- | ---------------------------- | --------------- |
| "Waikiki (Actors Ver.)" (với Lee Yi-kyung & Shin Hyun-soo)         | 2019 | Welcome to Waikiki 2 OST     |                 |
| "Reason" (너라는 이유) (Epitone Project; thể hiện bởi Kim Seon-ho) | 2021 | Đĩa đơn không có trong album | - Đồng sáng tác |
| "Miracle" (미라클)                                                 | 2024 | Đĩa đơn không có trong album |                 |

## Giải thưởng và đề cử
| Giải thưởng                      | Năm  | Hạng mục                                                                       | Đề cử                                        | Kết quả   | Nguồn  |
| -------------------------------- | ---- | ------------------------------------------------------------------------------ | -------------------------------------------- | --------- | ------ |
| Asia Artist Awards               | 2020 | Diễn viên nam được yêu thích nhất                                              | —                                            | Đề cử     | [ 71 ] |
| Asia Artist Awards               | 2020 | Diễn viên nam giàu cảm xúc xuất sắc nhất                                       | —                                            | Đoạt giải | [ 72 ] |
| Asia Model Festival              | 2020 | Ngôi sao người mẫu                                                             | —                                            | Đoạt giải | [ 73 ] |
| Baeksang Arts Awards             | 2021 | Nam diễn viên phụ xuất sắc nhất trong phim truyền hình                         | Khởi nghiệp                                  | Đề cử     | [ 20 ] |
| Baeksang Arts Awards             | 2021 | Diễn viên được yêu thích nhất                                                  | —                                            | Đoạt giải | [ 74 ] |
| Brand Customer Loyalty Awards    | 2021 | Biểu tượng xu hướng – Nam diễn viên                                            | —                                            | Đoạt giải | [ 75 ] |
| Brand Customer Loyalty Awards    | 2021 | Male Multitainer                                                               | —                                            | Đoạt giải | [ 75 ] |
| KBS Drama Awards                 | 2017 | Diễn viên mới xuất sắc nhất                                                    | Thiên hạ đệ nhất giao hàng & Sếp Kim đại tài | Đề cử     | [ 76 ] |
| KBS Entertainment Awards         | 2020 | Tân binh xuất sắc nhất trong chương trình thực tế                              | 2 Ngày & 1 Đêm                               | Đoạt giải | [ 16 ] |
| Korea Broadcasting Awards        | 2021 | Nghệ sĩ giải trí được yêu thích nhất                                           | 2 Ngày & 1 Đêm                               | Đoạt giải | [ 77 ] |
| MBC Drama Awards                 | 2017 | Nam diễn viên chính xuất sắc nhất trong phim truyền hình từ thứ Hai đến thứ Ba | Two Cops                                     | Đoạt giải | [ 78 ] |
| MBC Drama Awards                 | 2017 | Diễn viên mới xuất sắc nhất                                                    | Two Cops                                     | Đoạt giải | [ 78 ] |
| MBC Drama Awards                 | 2017 | Nhân vật truyện tranh xuất sắc nhất                                            | Two Cops                                     | Đề cử     | [ 79 ] |
| Seoul International Drama Awards | 2021 | Nhân vật của năm                                                               | Khởi nghiệp                                  | Đoạt giải | [ 80 ] |
| Seoul International Drama Awards | 2022 | Diễn viên Hàn Quốc nổi bật                                                     | Hometown Cha-Cha-Cha                         | Đoạt giải | [ 81 ] |

### Danh sách
| Tạp chí | Năm  | Danh sách                               | Vị trí | Nguồn  |
| ------- | ---- | --------------------------------------- | ------ | ------ |
| Forbes  | 2021 | Người nổi tiếng quyền lực nhất Hàn Quốc | 31     | [ 82 ] |